# -meter
Wörter, die mit dem Suffix -meter (altgriechisch μέτρον métron „Maß, Maßstab“) enden, bezeichnen meistens ein Objekt, das in irgendeiner Weise mit Messungen zusammenhängt. Ihre deutsche Entsprechung endet meistens mit -messer.
Sie kennzeichnen ein(e):
- von der Längeneinheit „Meter“ abgeleitete Bezeichnungen aus dem Sport, Beispiel: Elfmeter
- Maßeinheit, Beispiel: Quadratmeter.
- Messgerät, Beispiel: Tachometer, Ergometer;
das entsprechende Messverfahren trägt gewöhnlich eine Bezeichnung, die auf -metrie endet
- Messgröße, Beispiel: Parameter
- Person, die eine Messung ausübt, Beispiel: Geometer
- Versmaß, Beispiel: Hexameter

Weitere Beispiele führt die untenstehende Liste an.

## Maße
- Flächenmaße, siehe Quadratmeter
- Längenmaße, siehe Meter; mit diversen Vorsätzen können von 1 ym bis 1 Ym genau 48 Größenordnungen unterschieden werden.
- Raummaße, siehe Kubikmeter und Raummeter

## Messgeräte
- Aerometer: Messung der Dichte von Gasen
- Aktinometer: Messung der Strahlungsintensität der direkten und der diffusen Himmelsstrahlung
- Aktometer: Messung der Bewegungsaktivität
- Albedometer: Messung der kurzwelligen Strahlungsbilanz
- Altimeter: Messung der Höhe (siehe auch Hypsometer)
- Amperemeter: Messung von Stromstärke
- Anemometer: Messung der Windgeschwindigkeit
- Aräometer: Messung der Dichte von Flüssigkeiten (Deutsche Bezeichnung: Senk- oder auch Sinkwaage)
- Barometer: Messung des Luftdrucks
- Bolometer: Messung der abgestrahlte Energie
- Butyrometer: Messung des Fettgehalts in Milch
- Chronometer: Messung der Zeit
- Cyanometer: Messung der Farbintensität der blauen Himmelsfarbe
- Densitometer: Messung der Farbdichte von Druckerzeugnissen
- Dilatometer: Messung der thermischen Ausdehnung
- Dipmeter: Messung der Resonanzfrequenz von elektrischen Schwingkreisen
- Distometer: Messung der Distanz
- Dobson-Spektrophotometer: Messung des Ozongehalt der Atmosphäre
- Dosimeter: Messung der Strahlendosis
- Drosometer: Messung der Taumenge
- Duktilometer: Messung der Zugfestigkeit
- Elektrofeldmeter: Messung der elektrischen Feldstärke
- Ergometer: Messung der bei körperlicher Arbeit erbrachten Leistung
- Eudiometer: Messung kleinerer Gasmengen
- Finimeter: Messung des Drucks in Pressluftflaschen
- Fluxmeter: Messung des magnetischen Flusses
- Galvanometer: sehr genaue Messung des Stroms
- Goniometer: Messung von Winkeln
- Gravimeter: Messung der Schwerebeschleunigung
- Grindometer: Messung der Körnigkeit eines Pigments
- Gyrometer: Messung der Umdrehungsgeschwindigkeit
- Heliometer: Messung sehr kleiner Winkel
- Hodometer: Messung der Wegstrecke
- Hydrometer: Messung der Geschwindigkeit fließenden Wassers
- Hyetometer: Messung des Niederschlags (siehe auch Ombrometer)
- Hygrometer: Messung der Luftfeuchtigkeit (siehe auch Psychrometer)
- Hypsometer: Messung der Höhe (siehe auch Altimeter)
- Inklinometer: Messung des Neigungswinkels
- Interferometer: Sammelbezeichnung für verschiedene Messgeräte, die Interferenzerscheinungen ausnutzen
- Kalorimeter: Messung der Wärmemenge
- Kapillarimeter: Messung des Wassergehalts einer Bodenprobe
- Klinometer: Messung der Neigung
- Kolorimeter: Messung der Farbwerte von Oberflächen
- Konimeter: Messung des Aerosol- und Staubgehaltes in der Luft
- Kurvimeter: Messung der Distanz in Karten (siehe auch Planimeter)
- Laktodensimeter: Messung der Dichte von Milch
- Luxmeter: Messung der Beleuchtungsstärke
- Lysimeter: Messung der Quantität und Qualität von Bodensickerwasser
- Machmeter: Messung des Verhältnisses von wahrer (Flug)geschwindigkeit TAS (engl. True Airspeed) zur Schallgeschwindigkeit
- Magnetometer: Messung von Magnetfeldern
- Manometer: Messung des Drucks
- Massenspektrometer: Messung der in einem Substanzgemisch vorhandenen Molaren Massen
- Mikrometerschraube: Messung von (kleinen) Längen
- Multimeter: Messung von verschiedenen elektrischen Größen wie Spannung, Widerstand und Stromstärke
- Netradiometer: Messung der Globalstrahlung
- Olfaktometer: Messung der Geruchsintensität
- Ombrometer: Messung des Niederschlags (siehe auch Hyetometer)
- Optometer: Messung optischer Strahlung
- Osmometer: Messung des osmotischen Drucks
- Peakmeter: Messung des Spitzenwerts einer Ton-Aufzeichnung
- Pedometer: Zählen von Schritten
- Perimeter: Messung des Gesichtsfeldes
- Perthometer: Messung der Rauheit von Oberflächen
- pH-Meter: Messung des pH-Wertes
- Phonometer: Messung der Lautstärke
- Photometer: Messung der Lichtstärke
- Piezometer: Messung hoher mechanischer Drucke
- Planimeter: Messung des Flächeninhalts in Karten (siehe auch Kurvimeter)
- Polarimeter: Messung der optischen Aktivität
- Potetometer: Messung des Wasserverbrauchs einer Pflanze
- Psychrometer: Messung der Luftfeuchtigkeit (siehe auch Hygrometer)
- Pyknometer: Messung der Dichte
- Pyranometer: Messung der globalen Sonneneinstrahlung
- Pyrheliometer: Messung der direkten Bestrahlungsstärke
- Pyrometer: Messung der Temperatur
- Radiometer: Messung von Strahlungsgrößen
- Reflektometer: Messung von Reflexionen
- Refraktometer: Messung des Brechungsindex
- Rheometer: Messung des Fließverhaltens von Materie
- Salinometer: Messung des Salzgehaltes in Meerwasser
- Seismometer: Messung von Bodenerschütterungen
- Spektrometer: Messung des Spektrums
- Spirometer: Messung des ein- bzw. ausgeatmeten Luftvolumens
- Stereometer: Messung des von fester Substanz ausgefüllten Volumens pulverförmiger Körper
- Suszeptometer: Messung der magnetischen Suszeptibilität und der magnetischen Permeabilität
- Tachometer: Messung der Geschwindigkeit
- Tachymeter: Messung von Winkeln und Distanzen
- Tasimeter: Messung der Ausdehnung von Festkörpern
- Taxameter: elektronisches Gerät zur Erfassung von Fahrpreisen in Taxis
- Tensiometer: Messung der Oberflächenspannung oder Bodenfeuchte
- Teslameter: Messung der magnetischen Feldstärke
- Thermometer: Messung der Temperatur
- Transmissiometer: Messung der Staub- oder Gaskonzentration
- Tribometer: Messung von Reibung und Verschleiß
- Typometer: Messung von typografischen Merkmalen
- Vakuummeter: Messung des Gasdrucks in einem Vakuum
- Variometer: Messung der Vertikalgeschwindigkeit eines Luftfahrzeuges
- Vibrometer: Messung von mechanischen Schwingungen
- Viskosimeter: Messung der Zähigkeit einer Flüssigkeit
- Voltmeter: Messung elektrischer Spannungen
- vu-Meter: Messung von Audiopegeln in der Tontechnik
- Vulkameter: Messung der Vulkanisation von Kautschuk-/Gummi-Mischungen
- Xylometer: Messung von Forstholz
- Zyklometer: Messung der Wegstrecke bei Fahrrädern

## Berufe
- Archäometer: Archäologen, die sich auf naturwissenschaftliche, quantifizierbare, messbare Untersuchungen spezialisiert haben, wie C14-Methode
- Astrometer: Astronom, der sich mit der Position der Sterne beschäftigt
- Geometer: Fachmann für Vermessungswesen
- Photogrammeter: Fachmann für Photogrammetrie

## Versmaße
- Hexameter: klassisches Versmaß der epischen Dichtung
- Hypermeter: Vers, bei dem das letzte Metrum eine das regelmäßige Versmaß überschreitende Silbe aufweist
- Pentameter: Vers aus fünf Metren
- Tetrameter: Versmaß aus vier Dipodien
- Trimeter: Versmaß aus drei Metren

## Sonstige
- Diameter: Durchmesser
- Hypermeter: Stilmittel
- Parameter: Eingangsbedingung, Variable
- Potentiometer: Spannungsteiler; elektrisches Bauteil
- Telemeter: Entfernungsmesser